# العنف الأسري في ليتوانيا
العنف الأسري في ليتوانيا هو مشكلة اجتماعية منتشرة. دخل قانون الحماية من العنف الأسري بقوة في عام 2011. في الأشهر الأربعة من خلال تطبيق سريان القانون، تلقت الشرطة الليتوانية أكثر من 10,000 تقرير عن العنف الأسري وبدأت في 3300 تحقيق.